# Jakob Tuggener
Jakob Tuggener (Zurigo, 7 febbraio 1904 – Zurigo, 29 aprile 1988) è stato un fotografo, regista e pittore svizzero.

## Biografia
Figlio di Jacob Arnold, litografo, e di Anna Barbara Sennhauser, furono una famiglia di religione protestante. Jakob era discendente da un nonno minatore e da una zia modista e sembra che la sua famiglia avesse in comune un cavaliere protestante, un certo Wilhem Tuggener, mercenario del XVI secolo. Questo bagaglio familiare e culturale lo influenzò orientandolo verso il mondo del lavoro ma in due direzioni, apparentemente opposte, che saranno basilari nella sua vita: quello della fabbrica da un lato e quello della moda e del ballo dall'altro. Infatti, nel 1919 egli iniziò un apprendistato tecnico di quattro anni come designer industriale presso la fabbrica di ingranaggi Maag AG di Zurigo, di cui rimane un acquerello intitolato "La fabbrica della prigione" (1922). Dopo l'assunzione scoprì la fotografia ed iniziò l'apprendistato della camera oscura all'interno dell'azienda anche se fu un autodidatta poiché nel 1930 fu licenziato in seguito alla crisi economica.
Tuggener ne approfittò per studiare grafica, tipografia, disegno e cinema a Berlino presso la Schule Reimann, all'epoca la più grande scuola privata di arte e mestieri della Germania, nel periodo agosto 1930 - maggio 1931. Una volta rientrato a Zurigo, lavorò come fotografo industriale freelance. Il direttore della fabbrica di ingegneria meccanica Maschinenfabrik Oerlikon (MFO), Hans Schindler, gli propose di scattare delle immagini della produzione per il giornale aziendale con l'intento di avvicinare i lavoratori ai vertici aziendali. Nel 1934 acquistò una Leica. Dagli anni Trenta agli anni Cinquanta fotografò le serate danzanti in alberghi come il Palace di St. Moritz, il Baur au Lac e il Dolder Grand Hotel e il Ballo dell'opera di Vienna.
Sognava l'Africa, ma non aveva soldi, si accontentò di un invito per un viaggio in Bretagna negli anni Trenta. Viveva in un bilocale: uno studio soppalcato, con cucina-laboratorio e un letto a baldacchino. Nel 1940 sposò Marie Gassler. Dal 1939 al 1944 prestò servizio militare in un campo di internamento per soldati e ufficiali polacchi con i quali strinse amicizia. Nel 1950 sposò la sua seconda moglie, Margrit Aschwanden, fotografa e figlia del pittore e fotografo Michael Aschwanden. Nel 1971 sposò l'insegnante Maria Euphemia Baumgartner.
Tuggener impaginava personalmente i libri fotografici che avrebbe voluto pubblicare e che, a parte "Fabrik", non vennero mai pubblicati in vita ma soltanto dopo la sua morte. I motivi possono essere ricercati sia nella sua caparbietà a non voler concedere nulla sul piano editoriale, a non voler aggiungere testi, a non ammettere alcun tipo di compromesso. Oltre all'unico libro, videro la luce, tra le decine di cortometraggi in 16mm da lui girati soltanto 4 film in stile espressionistico, muti, con un montaggio stile anni Venti, che portano la sua firma, insieme all'amico regista Max Wydler. Infatti, tra il 1937 e il 1970 realizzò documentari e film di finzione, tutti nel formato 16mm, autofinanziati. L'unico volume pubblicato in vita, "Fabrik", la cui copertina fu disegnata da Pierre Gauchat, fu un insuccesso e più della metà delle copie rimasero invendute e furono mandate al macero.
Nel 1951 fu tra i fondatori, insieme a Werner Bischof, Walter Läubli, Gotthard Schuh e Paul Senn del "Kollegium der Schweizerischen Fotografen" (Collegio dei fotografi svizzeri) che ebbe però vita breve. Edward Steichen vide le sue immagini della fabbrica e della danza e ne scelse due per la mostra The Family of Man, presentata al Museum of Modern Art (MoMA) di New York nel 1955, e che negli anni successivi fece il giro del mondo e fu visitata da oltre nove milioni di persone. La prima personale "Feine Feste" ebbe luogo a Berlino nel 1969. Sue fotografie sono apparse sulla rivista Du e sul magazine della Leica.
La maggior parte del suo lavoro fotografico fa parte del fondo della Fotostiftung Schweiz (Fondazione Fotografica Svizzera) di Winterthur.

## Lo stile
Tuggener sviluppò il proprio interesse umano e artistico verso due direzioni apparentemente opposte e discordanti, ma che in realtà, trovavano nella sua fotografia un punto di incontro. Innanzitutto la sua pietra miliare era e resta senza dubbio quella della fotografia legata anche all'editoria fotografica con la pubblicazione nel 1943, del libro "Fabrik", una sorta di film su carta che potremmo paragonare, per il livello e per l'importanza a "Paris la nuit" di Brassaï e "The English at Home" di Bill Brandt. Si trattava di "saggio fotografico unico nel suo genere sul rapporto tra uomo e macchina", una profonda riflessione che nelle settantadue fotografie senza testo mostrano "una visione piena di scetticismo nei confronti del progresso tecnico incontrollato e del suo potenziale distruttivo". In realtà, la denuncia che l'autore sottintende fu anche quella che la fabbrica, la quale stava lavorando a pieno regime, produceva le armi che sarebbero state usate nella guerra in corso, arricchendosi nel disprezzo delle vite umane. Nelle immagini sfilano le espressioni degli operai, la storia della fattorina Berti, nel corso della sua giornata lavorativa, le bombe pronte per essere inviate ai destinatari oltreconfine, il sudore, la fatica, gli utensili, i catenacci dei cancelli della fabbrica chiusa per sciopero, le scritte nei wc. Tuggener aggiunse inoltre alcuni fotomontaggi surreali, eco delle letture di Man Ray e di altri sperimentatori. E con la sua Leica si prende molte libertà, accentuando i chiaroscuri, verticalizzando le immagini, primi piani dei lavoratori sporchi di grasso e alle prese con le macchine. In camera oscura l'autore trasforma la materia nella raffinata poesia di "Fabrik".
Seppure dotato di un occhio molto attento ai dettagli, acuto, era distante dai dettami della Nuova oggettività. Le sue immagini del lavoro, della fabbrica, così come quelle dell'apparente banalità del quotidiano oppure dell'evento mondano poco hanno in comune con l'onda lunga della scuola tedesca. Anche per l'altro interesse che occupò per lungo tempo Tuggener, circa vent'anni, egli mise in risalto i balli dell’alta società svizzera, le eleganti, attraenti e seducenti signore in abiti di seta, le variegate acconciature ornate di gioielli femminili, gli affascinanti volteggi sulla pista da ballo, le argenterie che scintillano in cene di lusso. Tuggener si intrufolava quasi di nascosto, tra la folla. Però anche in questi frangenti non rinunciava a fotografare il lavoro dei camerieri, dei cuochi, dei guardarobieri, dei musicisti, dei giardinieri e di tutti coloro che erano addetti al divertimento dell'alta società. Fotografava anche bicchieri, bottiglie di vino, ciò che restava quando finiva una festa, il disordine finale. Egli non criticava, affermava che entrambi i mondi, quello dei lavoratori e quello dell'alta società e dei nobili, erano entrambi validi artisticamente.

## Eredità
Il fotografo Robert Frank racconta, a proposito di Tuggener, che è stato "uno dei suoi due maggiori riferimenti, insieme al suo connazionale Gotthard Schuh" e ancora nel 1989, nel corso di una intervista, dichiara che "il più grande fotografo svizzero è Jakob Tuggener. Ha pubblicato solo libri “privati”, raccolte in copia unica. Ha realizzato serie su hotel e balli".

## Mostre personali (selezione)
- 1969–1970 - Feine Feste Die Neue Sammlung, Staatliches Museum für angewandte Kunst, Monaco di Baviera
- 1974 - Jakob Tuggener. Fotografien 1930 bis heute, Helmhaus Zurich e Museum der Stadt, Solothurn
- 1978 - Jakob Tuggener. Photographien, Stadthaus, Uster
- 1980 - Galleria, Jakob Tuggener/August Sander, Zurigo
- 1981–1982 - Tuggeners Bücher, Kunsthaus, Zurigo
- 1994 - Industriebild, Fotomuseum, Winterthur
- 2004–2005 - Jakob Tuggener: Ballnächte, Fotostiftung Schweiz, Winterthur
- 2006 - Museo Hermesvilla, Vienna
- 1015 - Fabrik: un'epopea industriale 1933-1953, Pavillon populaire, Montpellier
- 2016 - Jakob Tuggener: Fabrik 1933-1953 - Nuits de Bal 1934-10950, Fondazione Mast, Bologna. La mostra è costituita dalla sequenza attraverso l’esposizione delle fotografie originali e insieme con la ricostruzione dell’impaginazione delle stesse immagini, spesso “tagliate in due” per la loro costruzione del volume "Fabrik". Sono state esposte 150 immagini dal forte impatto visivo, in diverse sale, che ritraggono macchinari, esterni e interni di fabbriche tessili, meccaniche, fonderie, dighe, insieme agli addetti: operai, impiegati, fotografati al lavoro. Tuggener ha messo in risalto le loro storie di vita, i dettagli delle giornate lavorative con una forza espressiva che probabilmente sfuggirebbere ad un qualunque osservatore. Accanto alle foto del lavoro, sono state esposte anche quelle del ballo e della moda, dello sfarzo, dell'ozio e delle inquadrature notturne negli alberghi dove si l'alta società amava divertirsi. Per l'occasione sono stati proiettati alcuni dei suoi film[8].
- 2017-18 - Machine Time, Fotostiftung Schweiz, Winterthur

## Pubblicazioni
- Fabrik. Ein Bildepos der Technik von Jak Tuggener, Erlenbach, Rotapfel-Verlag, 1943
- Fotografien, Fondazione Jakob-Tuggener, Kunsthaus Zurigo, Scalo Verlag, 2000 - ISBN 978-3908247241
- Ballnächte 1934–1950 (Notti da ballo 1934–1950), Scalo Verlag, 2005 - ISBN 978-3039390021
- Fabrik, ristampa dell'originale del 1943, Steidl, 2011 - ISBN 978-3865214935
- Martin Gasser, Jakob Tuggener, Books and films, 13 voll., 2 DVD, Göttingen, Steidl Verlag e Fotostiftung Schweiz, 2018 - ISBN 978-3-95829-328-1

## Premi
- 1957, Medaglia d'oro alla I Biennale internazionale della fotografia